# Лидија (име)
Лидија (грч. Λυδία) је женско библијско име грчко-хебрејског је порекла, и има значење: „рођена од бога, рођена у Лидији“. 

## Сродна имена
- Лида,
- Лија, имендан: 22. март
- Лигија (мађ. Lígia), имендан: 27. март, 3. август

## Имендани
- 12. фебруар
- 22. март
- 14. април
- 3. август

## Познате личности
- Лидија Скобликова (енгл. Lidia Skoblikova), совјетска клизачица
- Лидија Хојецка (пољ. Lidia Chojecka), пољска атлетичарка
- Лидија Демелки (енгл. Sákovicsné, Dömölky Lídia), мађарска олимпијска победница